# Zabrčani
Zabrčani (makedonska: Забрчани) är en ort i Nordmakedonien. Den ligger i kommunen Dolneni, i den centrala delen av landet, 60 kilometer söder om huvudstaden Skopje. Zabrčani ligger 655 meter över havet och antalet invånare är 133.